# Меделіна Гожня
Меделіна Гожня (нар. 23 серпня 1987, Плоєшті, СР Румунія) — колишня румунська тенісистка.
Найвищу одиночну позицію світового рейтингу — 149 місце досягла 4 липня 2011, парну — 191 місце — 9 липня 2007 року.
Здобула 12 одиночних та 11 парних титулів туру ITF.
Завершила кар'єру 2013 року.

## Юніорські фінали турнірів Великого шолома

### Girls' singles
| Результат | Рік  | Турнір                               | Покриття | Суперниця         | Рахунок  |
| --------- | ---- | ------------------------------------ | -------- | ----------------- | -------- |
| Поразка   | 2004 | Відкритий чемпіонат Франції з тенісу | Ґрунт    | Сесил Каратанчева | 4–6, 0–6 |

### Дівчата, парний розряд
| Результат | Рік  | Турнір                           | Покриття | Партнерка        | Суперниці                        | Рахунок     |
| --------- | ---- | -------------------------------- | -------- | ---------------- | -------------------------------- | ----------- |
| Поразка   | 2004 | Відкритий чемпіонат США з тенісу | Тверде   | Моніка Нікулеску | Марина Еракович Міхаелла Крайчек | 6–7(4), 0–6 |

## Фінали ITF
| турніри $100,000 |
| турніри $75,000  |
| турніри $50,000  |
| турніри $25,000  |
| турніри $10,000  |

### Одиночний розряд: 17 (12–5)
| Результат | Ранг | Дата            | Турнір                       | Покриття | Суперниця               | Рахунок          |
| --------- | ---- | --------------- | ---------------------------- | -------- | ----------------------- | ---------------- |
| Поразка   | 1.   | 11 серпня 2003  | ITF Бухарест, Румунія        | Ґрунт    | Антонела Война          | 5–7, 2–6         |
| Перемога  | 2.   | 27 вересня 2004 | ITF Клуж-Напока, Румунія     | Ґрунт    | Оксана Теплякова        | 7–5, 6–3         |
| Перемога  | 3.   | 31 січня 2005   | ITF Валі-ду-Лобу, Португалія | Тверде   | Лусія Хіменес Almendros | 6–4, 4–6, 6–0    |
| Перемога  | 4.   | 22 березня 2005 | ITF Афіни, Греція            | Ґрунт    | Анна Герасімоу          | 6–1, 6–3         |
| Перемога  | 5.   | 28 березня 2005 | ITF Патри, Греція            | Тверде   | Антонія Ксенія Тоут     | 7–5, 6–2         |
| Перемога  | 6.   | 25 липня 2005   | ITF Арад, Румунія            | Ґрунт    | Оксана Каришкова        | 6–1, 6–3         |
| Поразка   | 7.   | 2 серпня 2005   | ITF Бухарест, Румунія        | Ґрунт    | Ралука Олару            | 6–7(3), 5–7      |
| Поразка   | 8.   | 11 квітня 2006  | Open de Biarritz, Франція    | Ґрунт    | Стефані Коен-Алоро      | 7–6(1), 4–6, 4–6 |
| Перемога  | 9.   | 12 червня 2006  | ITF Горіція, Італія          | Ґрунт    | Барбора Стрицова        | 6–4, 6–1         |
| Перемога  | 10.  | 5 квітня 2010   | ITF Хвар, Хорватія           | Ґрунт    | Ема Бургич-Буцко        | 6–4, 6–4         |
| Перемога  | 11.  | 19 квітня 2010  | ITF Шибеник, Хорватія        | Ґрунт    | Конні Перрен            | 6–2, 6–1         |
| Поразка   | 12.  | 24 травня 2010  | ITF Крайова, Румунія         | Ґрунт    | Александра Каданцу      | 7–5, 3–6, 0–6    |
| Перемога  | 13.  | 31 травня 2010  | ITF Бухарест, Румунія        | Ґрунт    | Б'янка Хинку            | 6–2, 6–2         |
| Перемога  | 14.  | 7 червня 2010   | ITF Ясси, Румунія            | Ґрунт    | Ілінка Стоїка           | 6–2, 7–5         |
| Перемога  | 15.  | 11 липня 2010   | ITF Ашаффенбург, Німеччина   | Ґрунт    | Каролін Гарсія          | 6–1, 6–0         |
| Перемога  | 16.  | 26 вересня 2010 | ITF Бухарест, Румунія        | Ґрунт    | Крістіна Кучова         | 6–4, 6–4         |
| Поразка   | 17.  | 24 травня 2015  | ITF Сібіу, Румунія           | Ґрунт    | Анна Бондар             | 1–6, 6–4, 1–6    |

### Парний розряд: 20 (11–9)
| турніри $100,000 |
| турніри $75,000  |
| турніри $50,000  |
| турніри $25,000  |
| турніри $10,000  |

| Результат | Ранг | Дата              | Турнір                               | Покриття  | Партнерка          | Суперниці                                  | Рахунок          |
| --------- | ---- | ----------------- | ------------------------------------ | --------- | ------------------ | ------------------------------------------ | ---------------- |
| Перемога  | 1.   | 18 липня 2004     | ITF Бухарест, Румунія                | Ґрунт     | Моніка Нікулеску   | Ліана Унгур Айріс Ікім                     | 6–4, 6–1         |
| Перемога  | 2.   | 6 лютого 2005     | Валі-ду-Лобу, Португалія             | Тверде    | Габріела Нікулеску | Ірина Бурячок Ольга Панова                 | 6–3, 6–4         |
| Поразка   | 3.   | 27 березня 2005   | Афіни, Греція                        | Ґрунт     | Леноре Лезерою     | Лорен Бредмор Орелі Веді                   | 3–6, 5–7         |
| Перемога  | 4.   | 3 квітня 2005     | Патри, Греція                        | Тверде    | Леноре Лезерою     | Асіміна Каплані Анна Куманту               | 6–3, 6–2         |
| Перемога  | 5.   | 14 травня 2005    | Бухарест, Румунія                    | Ґрунт     | Б'янка Боніфате    | Асіміна Каплані Анна Куманту               | 6–2, 7–6(3)      |
| Перемога  | 6.   | 21 травня 2005    | Пітешть, Румунія                     | Ґрунт     | Габріела Нікулеску | Воїслава Лукич Андреа Попович              | 6–4, 6–3         |
| Перемога  | 7.   | 23 липня 2005     | Бухарест, Румунія                    | Ґрунт     | Габріела Нікулеску | Агнеш Сатмарі Оксана Теплякова             | 6–3, 6–2         |
| Поразка   | 8.   | 9 квітня 2006     | Дінан (Кот-д'Армор), Франція         | Ґрунт (i) | Агнешка Радванська | Клаудія Янс-Ігначик Генрієта Надьова       | 6–3, 2–6, 4–6    |
| Поразка   | 9.   | 23 липня 2006     | Віттель, Франція                     | Ґрунт     | Катерина Макарова  | Юлія Бейгельзимер Агнеш Савай              | 2–6, 5–7         |
| Перемога  | 10.  | 17 березня 2007   | Лас-Пальмас-де-Гран-Канарія, Іспанія | Тверде    | Сорана Кирстя      | Клер Каррен Мелані Саут                    | 4–6, 7–6(5), 6–4 |
| Поразка   | 11.  | 11 травня 2007    | Джунія, Ліван                        | Ґрунт     | Моніка Нікулеску   | Тетяна Пучек Анастасія Якімова             | 5–7, 0–6         |
| Поразка   | 12.  | 29 червня 2007    | Бухарест, Румунія                    | Ґрунт     | Лаура Йоана Пар    | Юлія Гергес Воїслава Лукич                 | 2–6, 4–6         |
| Перемога  | 13.  | 12 вересня 2007   | Льєйда, Іспанія                      | Ґрунт     | Сильвія Заґурська  | Катаріна Феррейра Шейла Сольсона-Каркасона | 7–6(8), 6–1      |
| Поразка   | 14.  | 25 квітня 2010    | Шибеник (місто), Хорватія            | Ґрунт     | Марія Абрамович    | Александра Каданцу Далія Зафирова          | 2–6, 3–6         |
| Перемога  | 15.  | 23 травня 2010    | Бухарест, Румунія                    | Ґрунт     | Лаура-Йоана Андрей | Дьяна Енаке Крістіна Міту                  | 6–4, 3–6, [10–7] |
| Перемога  | 16.  | 4 червня 2010     | Бухарест, Румунія                    | Ґрунт     | Лаура-Йоана Андрей | Елора Дабіжа Йоана Гаспар                  | 6–2, 6–4         |
| Перемога  | 17.  | 12 червня 2010    | Ясси, Румунія                        | Ґрунт     | Йонела-Андрея Йова | Фатіма Ан-Набхані Биляна Павлова-Димитрова | 6–3, 6–3         |
| Поразка   | 18.  | 27 листопада 2010 | ITF Toyota, Японія                   | Килим (i) | Ірина-Камелія Бегу | Аояма Сюко Фудзівара Ріка                  | 6–1, 3–6, [9–11] |
| Поразка   | 19.  | 11 червня 2011    | Open de Marseille, Франція           | Ґрунт     | Лаура-Йоана Андрей | Ірина-Камелія Бегу Ніна Братчикова         | 2–6, 2–6         |
| Поразка   | 20.  | 17 червня 2011    | Open Монпельє, Франція               | Ґрунт     | Інес Феррер-Суарес | Паула Крістіна Гонсалвеш Марина Заневська  | 4–6, 5–7         |